# Ioba (tỉnh)
Ioba là một trong 45 tỉnh của Burkina Faso, tọa lạc ở vùng Sud-Ouest.

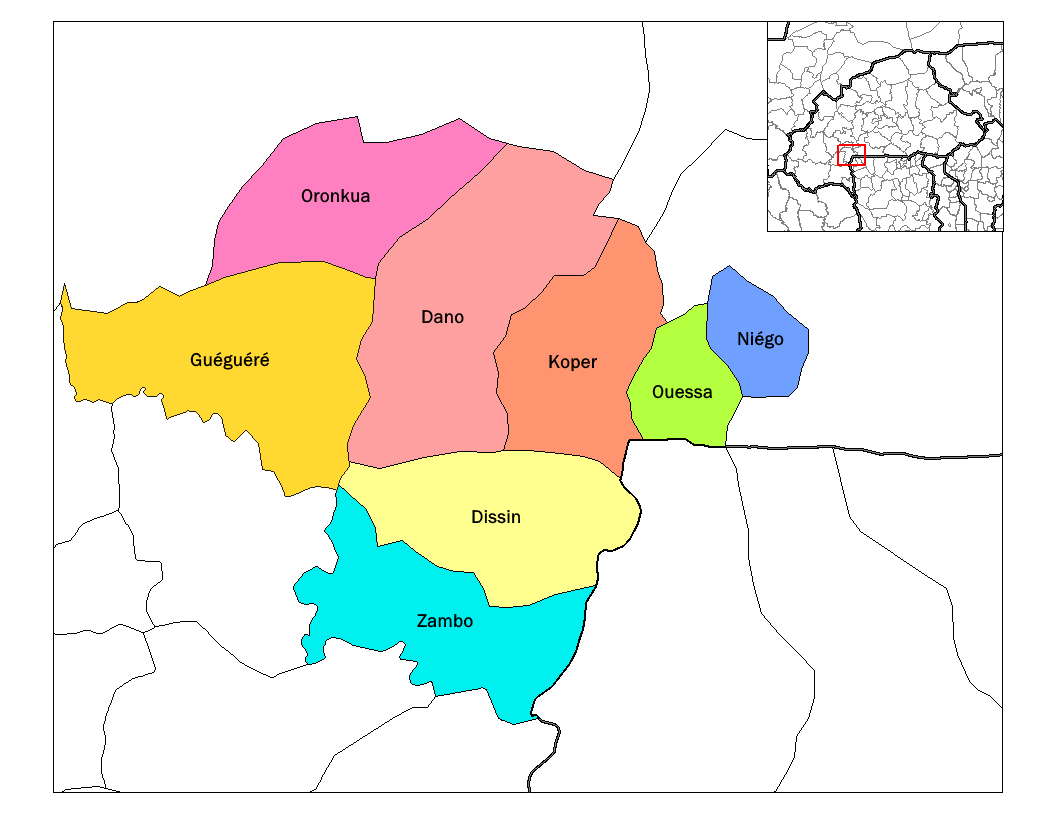
Các tổng của Ioba

Tỉnh lỵ của Ioba là  Dano.
Ioba được chia thành 7 tổng:
- Dano
- Dissin
- Koper
- Niego
- Oronkua
- Ouessa
- Zambo